# Janvier 1999

## Événements
- À la suite de plusieurs massacres de Kosovars par des Serbes, Louise Arbour, procureur du Tribunal pénal international pour l'ex-Yougoslavie (TPIY) est empêchée par les forces serbes de se rendre dans la province.

- 1er janvier : 
  - introduction de l'euro dans onze pays de l'Union européenne pour former l'Union Economique et Monétaire, ou encore zone euro. L'UEM est composée de l'Allemagne, l'Autriche, la Belgique, l'Espagne, la Finlande, la France, l'Irlande, l'Italie, le Luxembourg, les Pays-Bas et le Portugal. Le 1er janvier 1999 marque en même temps le début de la période de transition des monnaies nationales à l'euro. Entrée en vigueur de la nouvelle monnaie unique européenne - l'euro (€)- sur les marchés financiers. Sa parité avec les monnaies qu'elle remplace est fixée définitivement. Les billets et pièces n'entreront en circulation qu'en 2002.
  - Discours de Fidel Castro pour le quarantième anniversaire de la révolution cubaine[1].

- 5 janvier : début du 8e cycle (inframonde galactique) du calendrier Maya

- 11 janvier : chute du rouble.

- 13 janvier : 
  - en Allemagne, le gouvernement vert et social-démocrate fait interdire le retraitement des déchets radioactifs à l'étranger à partir de 2000;
  - le gouvernement brésilien laisse flotter le réal, qui perd 40 % de sa valeur du 15 au 20 janvier.
  - Les concurrents du Dakar 1999 (Total Granada Dakar) sont victimes d'une embuscade. Un commando les braque en Mauritanie. Une moto, trois quads, douze voitures et sept camions sont stoppés, les pilotes et copilotes fouillés et dépouillés de leurs argent et papiers. Quatre voitures, trois camions et une moto sont « saisis » par les pillards qui vidangent les réservoirs des autres véhicules avant de prendre la fuite. Personne n'est blessé.

- 18 janvier : réunion à Genève des deux Corée, à l'initiative des États-Unis et de la Chine.
- 28 janvier : 
  - 29e forum de Davos.
  - Volvo vend son secteur automobile à Ford.

## Naissances
- 3 janvier : Georgia Stanway, footballeuse anglaise.
- 5 janvier : Molly Sterling, chanteuse irlandaise.
- 7 janvier : Cayla Barnes, joueuse américaine de hockey sur glace.
- 10 janvier : Mason Mount, footballeur anglais.
- 12 janvier : Nicolás Schiappacasse, footballeur uruguayen.
- 13 janvier : Canelle Chokron, entrepreneuse française.
- 18 janvier : Karan Brar, acteur américain.
- 23 janvier : Malang Sarr, footballeur franco-sénégalais.
- 24 janvier : Shirine Boukli, judokate française.
- 25 janvier : 
  - Jai Waetford, chanteur australien.
  - Ibrahima Camará, footballeur international guinéen.
- 27 janvier : Nikoloz Mali, footballeur géorgien.
- 28 janvier :
  - Kimiko Raheem, nageuse srilankaise.
  - Kalidou Sidibé, footballeur franco-malien.

## Décès
- 6 janvier  : Michel Petrucciani, musicien de jazz français (28 décembre 1962)
- 14 janvier : Gaétan Girouard, animateur et journaliste canadien (10 mars 1965).
- 21 janvier : Susan Strasberg, actrice (22 mai 1938).
- 26 janvier : Claude Bez, président historique du club de football des Girondins de Bordeaux (4 novembre 1940).